# Terpineno
Los terpinenos son un grupo de isómeros de hidrocarburos que se clasifican como terpenos. Cada uno de ellos tienen el mismo marco y la fórmula molecular del carbono, pero difieren en la posición de dobles enlaces carbono-carbono. α-terpineno se ha aislado de los aceites de cardamomo y mejorana, y de otras fuentes naturales. β-terpineno no tiene una fuente natural conocida, pero se ha preparado sintéticamente a partir de sabineno. γ-terpineno y δ-terpineno (también conocido como terpinoleno) son naturales y se han aislado a partir de una variedad de fuentes vegetales.

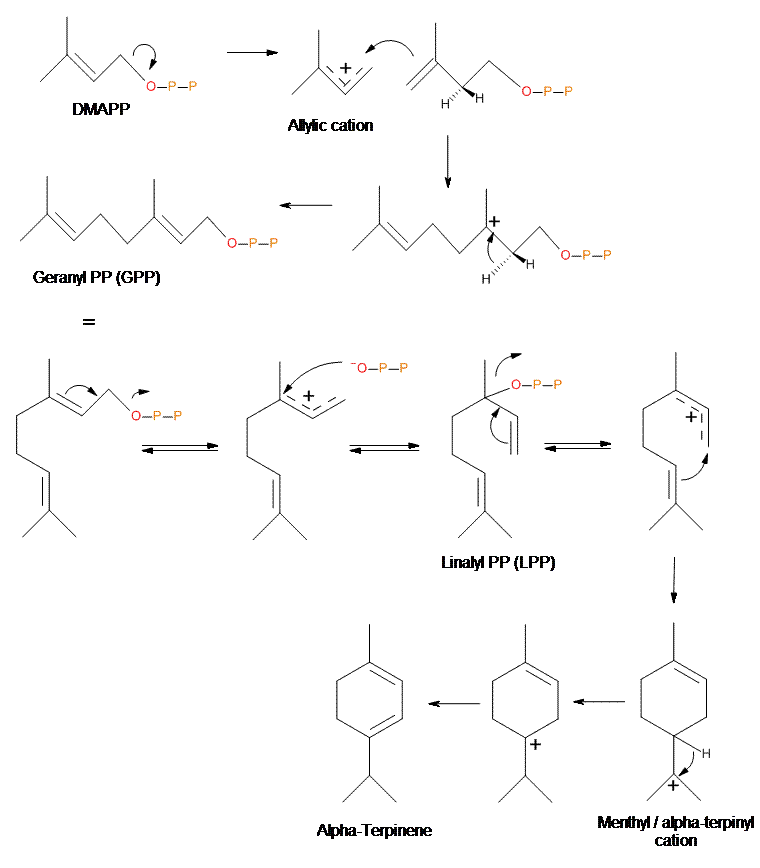
Biosynthesis of α-terpinene. "P" indicates a phosphate group, -PO_{3}^{2-}

## Lista de las plantas que contienen una de las sustancias químicas
- Cuminum cyminum[3][4][5]
- Melaleuca alternifolia
- Cannabis sativa